# ベクシル 2077日本鎖国
『ベクシル 2077日本鎖国』（ベクシル 2077にほんさこく）は、2007年8月18日に公開された日本のCGアニメーション映画。キャッチコピーは、「希望よ、ひらけ」。

## ストーリー
21世紀、バイオテクノロジーとロボット産業の急速な発展により人類の寿命は飛躍的に延び、日本は世界の市場を独占し大きくリードした。しかし、同時に様々な危険性も浮かび上がったため、国際連合はこれらの技術に対して厳格な規制をかけようと動き出す。しかし日本はそれに従うことなく、2067年にハイテクを駆使し鎖国状態に突入。外国人は日本に入国できなくなり、その情勢を外から窺い知ることはできなくなった。
それから10年後の2077年。アメリカ合衆国の特殊部隊・SWORDは、「日本の大和重鋼が国際協定を無視したロボット研究を行っている」との情報を掴み、日本への潜入作戦を敢行する。しかし、隊員たちは大和重鋼の攻撃に遭い、レオンとベクシルを除いて全滅してしまった。難を逃れたベクシルはレジスタンスのマリアの許に匿われた。そこでベクシルが目にしたのは、山も街もない荒れ果てた日本の姿だった。マリアはベクシルに、大和重鋼の人体実験によって人々がアンドロイドに改造されたことを語り、彼らの目的がアメリカに向けられていることを知らされる。さらに、レオンが大和重鋼に捕まっていることを知らされたベクシルは、マリアたちレジスタンスと共に、大和重鋼を打倒するため戦いに挑む。

## 登場人物
ベクシル・セラ
声 - 黒木メイサ
主人公。24歳。SWORD隊員で、階級は中尉。フランス人とアメリカ人のハーフ。機械化によって人との繋がりが希薄になった社会に嫌悪感を抱いている。
レオン・フェイデン
声 - 谷原章介
34歳。SWORD隊員で、階級は中佐。ベクシルの恋人。10年前は日本の公安局に出向していたが、鎖国政策によって強制退去させられる。
マリアの身を案じ、日本潜入作戦の隊長に志願する。
マリア
声 - 松雪泰子
34歳。レジスタンスのリーダー。レオンの元恋人。10年前は公安捜査官として、大和重鋼の取締りを担当していた。
ベクシルと共にキサラギを追い詰め、最期はキサラギを道連れにし、ジャグに呑み込まれ死亡する。
タカシ
声 - 朴璐美
20歳。レジスタンスのメンバー。大和重鋼突入の前日にアンドロイドとして覚醒したため、マリアに射殺される。
リョウ
声 - 櫻井孝宏
29歳。レジスタンスのメンバー。大和重鋼に突入するベクシルとマリアを守るため囮となり、ジャグに呑み込まれ死亡する。
キサラギ
声 - 森川智之
34歳。大和重鋼CEOで、サイトウからは「社長」と呼ばれている。
日本人を全てアンドロイド化し、自身の支配下に置いている。アンドロイドを「人間より優れた神」と称しているが、自身はアンドロイド化せず人間のままでいる。
サイトウ
声 - 大塚明夫
大和重鋼総務局長。キサラギの腹心で、対外諜報を担当している。
キサラギがアンドロイド化していないことを知り、激怒して殺そうとするが、逆に射殺される。

## 用語
SWORD（ソード）
ベクシルが所属するアメリカ軍の特殊部隊。指揮官はボーグ大佐。本部はロサンゼルスにあり、総勢300名。実動部隊の他に、バイオテクノロジー研究所がある。
極秘任務を担当するため、活動内容は非公開となっている。政府の意向を無視した独断行動に出ることが多い。
大和重鋼（だいわじゅうこう）
日本を支配する大企業。日本の鎖国を断行する。世界最高水準の技術力を持ち、鎖国後も他国に兵器を輸出しており、各国の所有する兵器の大半は大和重鋼の製品で占められている。そのため、国際協定を無視する大和重鋼に各国とも手出し出来ずにいる。
鎖国後は日本人全員にサイバーウイルスを注入し、アンドロイド化する。2077年現在は、アメリカをサイバーウイルスの実験場として利用しようとしている。
ジャグ
アンドロイド化に失敗し、鉄の塊となった人々の集合体。日本全土に1000体存在する。
荒野を徘徊し、金属を呑み込み融合する。大和重鋼はジャグから逃れるため東京湾に人工島を建造し避難し、他の人々はジャグの侵入を防ぐゲートを造り、その内部で生活している。

## キャスト
- ベクシル・セラ - 黒木メイサ
- レオン・フェイデン - 谷原章介
- マリア - 松雪泰子
- サイトウ - 大塚明夫
- タカシ - 朴璐美
- リョウ - 櫻井孝宏
- キサラギ - 森川智之
- タロウ - 柿原徹也
- ザック - 黒田崇矢
- ボーグ大佐 - 菅生隆之
- 特務局長 - 宮下栄治
- サガ - 高橋研二
- ホーク - 小川一樹
- 秘書官 - 小伏伸之
- 逃亡者 - 龍谷修武
- ゲイル - 土門仁
- イタクラ - 斉藤次郎
- ナレーション - 志村知幸
- 吉田浩二、足立友、奥田啓人、桑原敬一、西嶋陽一、西墻由香、松本大、杉山育美、一馬芳和

## スタッフ
- プロデューサー - 中沢敏明、葭原弓子、高瀬一郎
- エグゼクティブプロデューサー - 濱名一哉
- 監督 - 曽利文彦
- 脚本 - 半田はるか、曽利文彦
- 脚本翻訳 - ライアン・モリス
- 脚本協力 - 古川耕
- キャラクターデザイン - 安岡篤志、南志安永
- メカデザイン - 中山大輔、野村和也、南志安永、竹内敦志
- 美術 - 菱山徹
- 音楽 - ポール・オークンフォールド
- 主題歌 - mink「Together again」
- 劇中歌 - BOOM BOOM SATELLITES「EASY ACTION」「The Shadow」「FIENDS」「Food A Ready」「Close Your Eyes」「Outsider Intro - Instrumental」「Target Practice」「Bird Flu」「Future Love Theme」「Cutz」「Brenn Di Ega Kjerke - VexilleMix」「Host Of Seraphim」
- サウンドスーパーバイザー - 鶴岡陽太
- スペシャル・サンクス - ジョイス・S・ジュン、森田貴英、Field-R
- 制作 - OXYBOT
- 制作協力 - セディックインターナショナル、大野貴裕、室市雅則、谷口則之
- 製作 - OXYBOT、エイベックス・エンタテインメント、CCRE、松竹、TBS、小学館、小学館プロダクション、Yahoo! JAPAN
- 配給 - 松竹

## 受賞
- 第4回KINOTAYO現代日本映画祭観客賞 - 『ベクシル 2077日本鎖国』[1]

## ノベライズ
- 『ベクシル 〜my winding road〜』（著：谷崎央佳、挿絵：緒方剛志、ガガガ文庫）